# 塔拉拉伊夫卡 (尼任區)
50°57′31″N 31°55′30″E / 50.95861°N 31.92500°E

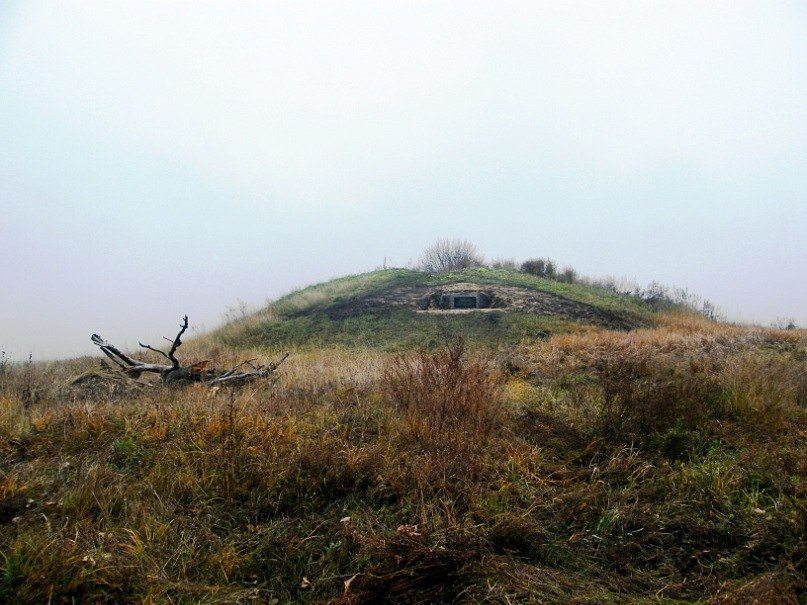
土丘

塔拉拉伊夫卡（烏克蘭語：Талалаївка），是烏克蘭北部切爾尼戈夫州尼任區塔拉拉伊夫卡市镇内的村落及其行政中心。始建於1627年，面積4.79平方公里，海拔高度126米，2001年人口2,267，人口密度每平方公里472.9人。